# Baobab africain
Adansonia digitata
Pour les articles homonymes, voir Baobab.
Espèce
Classification APG III (2009)
Le Baobab africain (Adansonia digitata) est une espèce de plantes à fleurs du genre Adansonia et de la famille des Bombacacées, selon la classification classique, ou des Malvacées, selon la classification phylogénétique.
C'est la plus connue des huit espèces de baobabs. C'est un arbre africain à caudex. Sacré pour plusieurs cultures, c'est aussi un arbre à palabres qu'il est malvenu ou sacrilège de couper. C'est l'arbre typique de l'Afrique tropicale sèche et l'emblème du Sénégal et de la Guinée. Son fruit, le pain de singe, est comestible.

## Étymologie

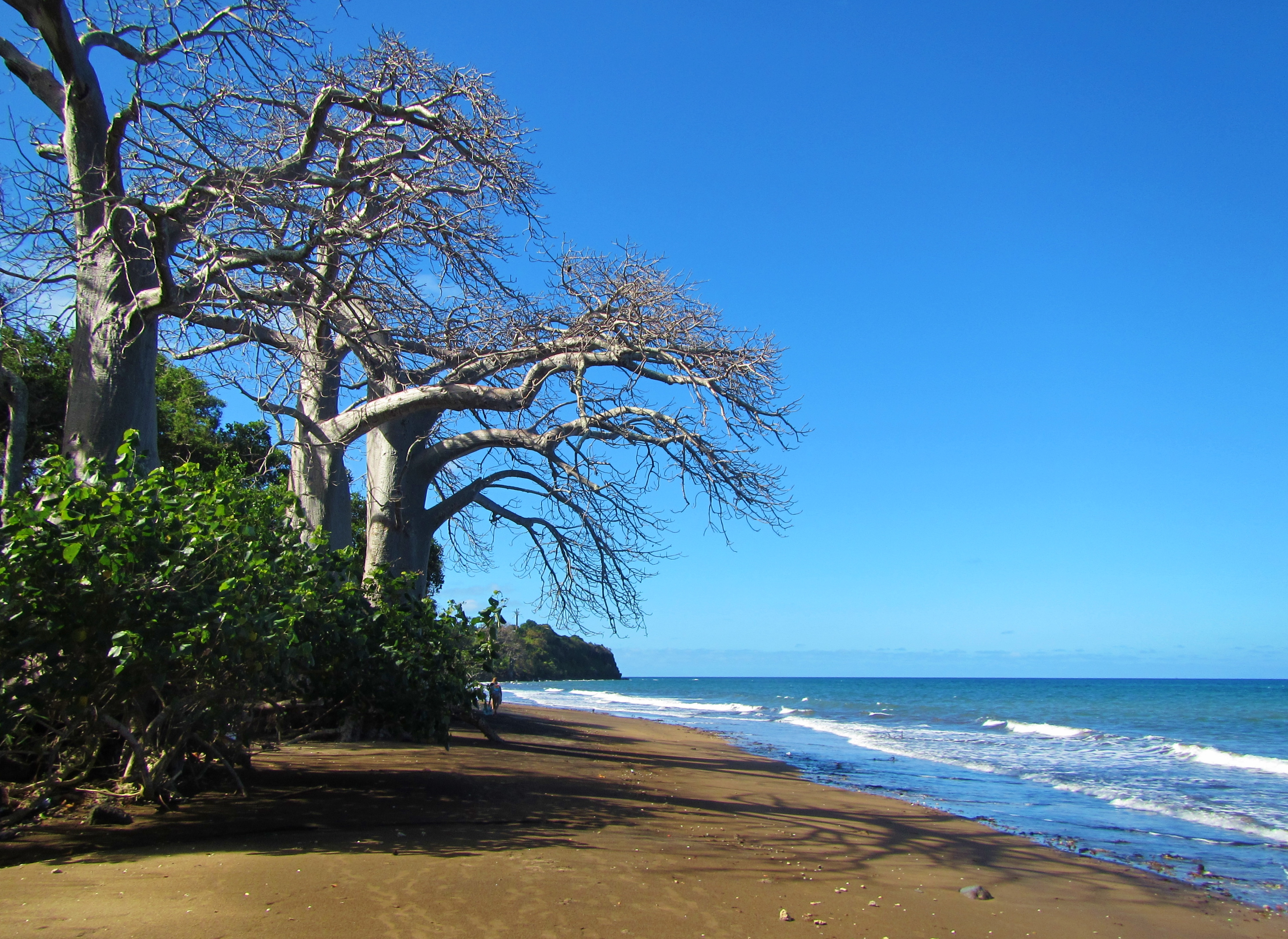
Baobabs bordant la plage de Sakouli à Mayotte (France).

Son nom vient de l'arabe أَبُو حِبَاب (abu hibab), fruit à nombreuses graines ou pépins. En effet, chacun de ses fruits ovales contient souvent plusieurs centaines de graines.

## Description

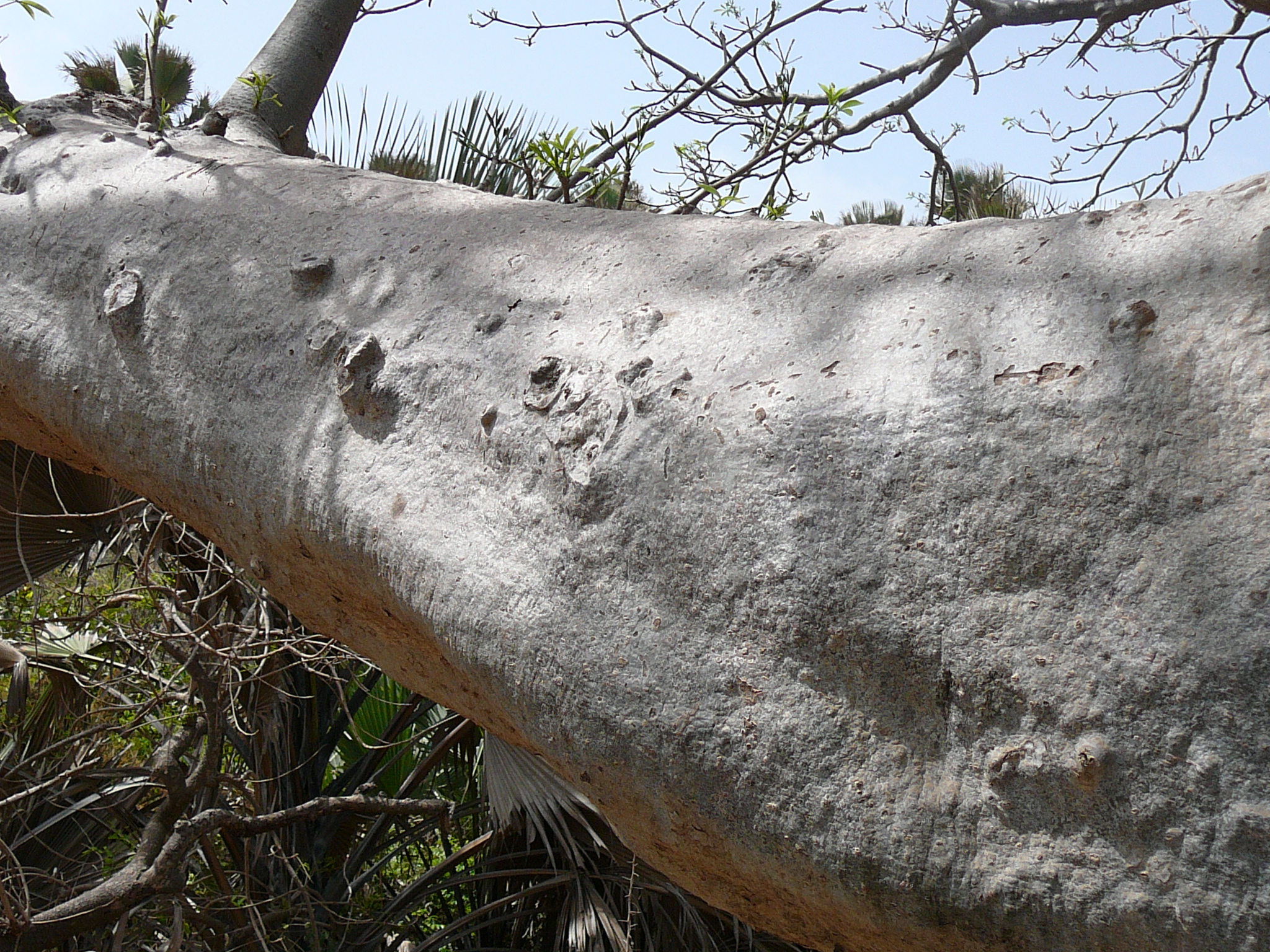
Écorce.

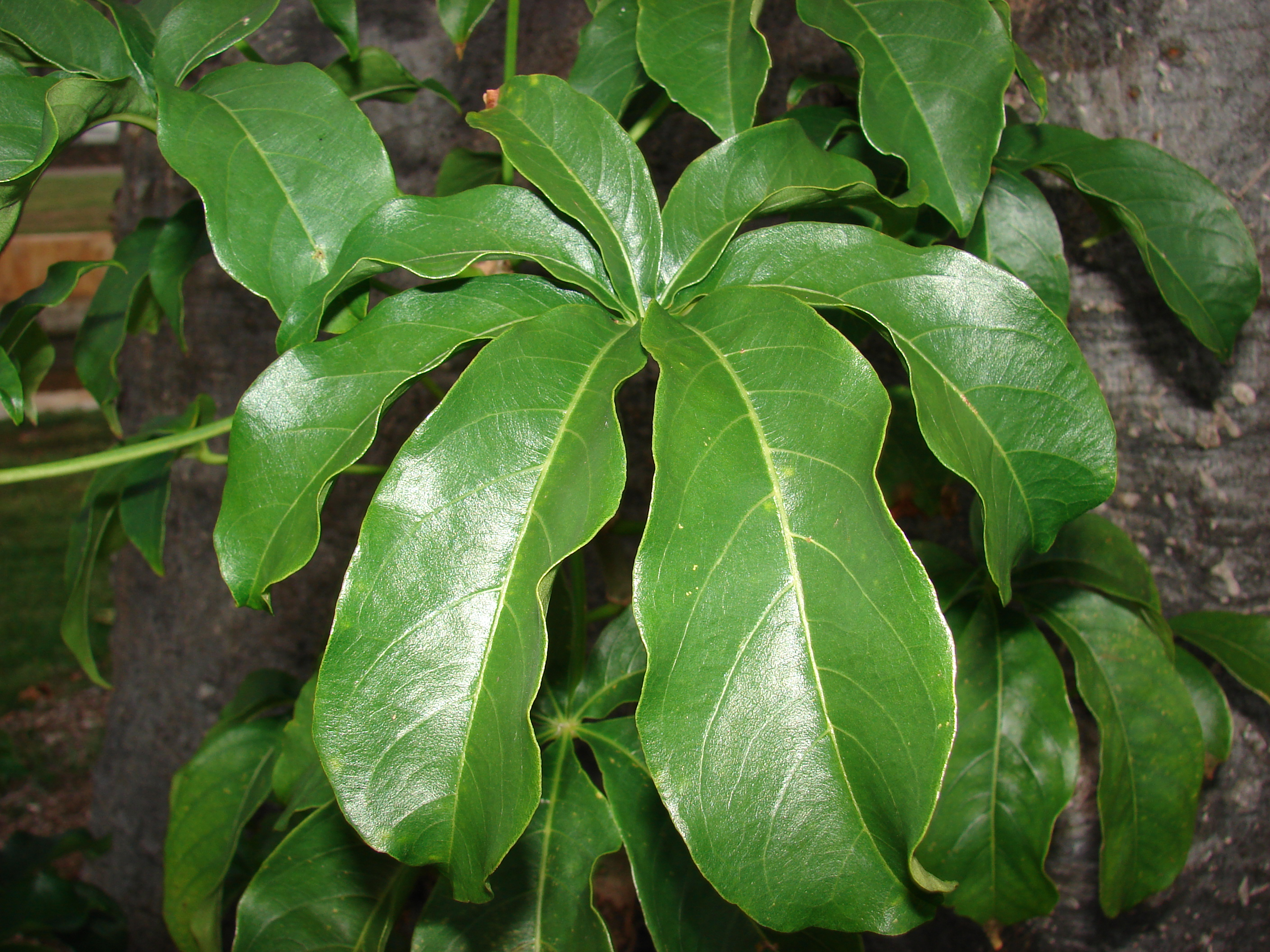
Feuille de baobab.

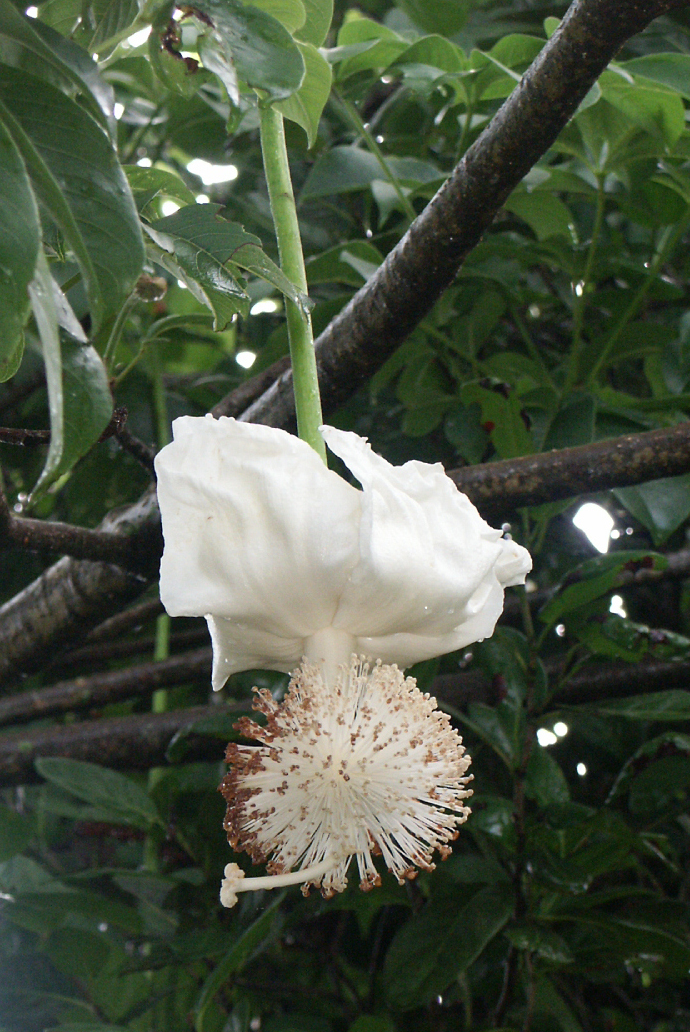
Fleur.

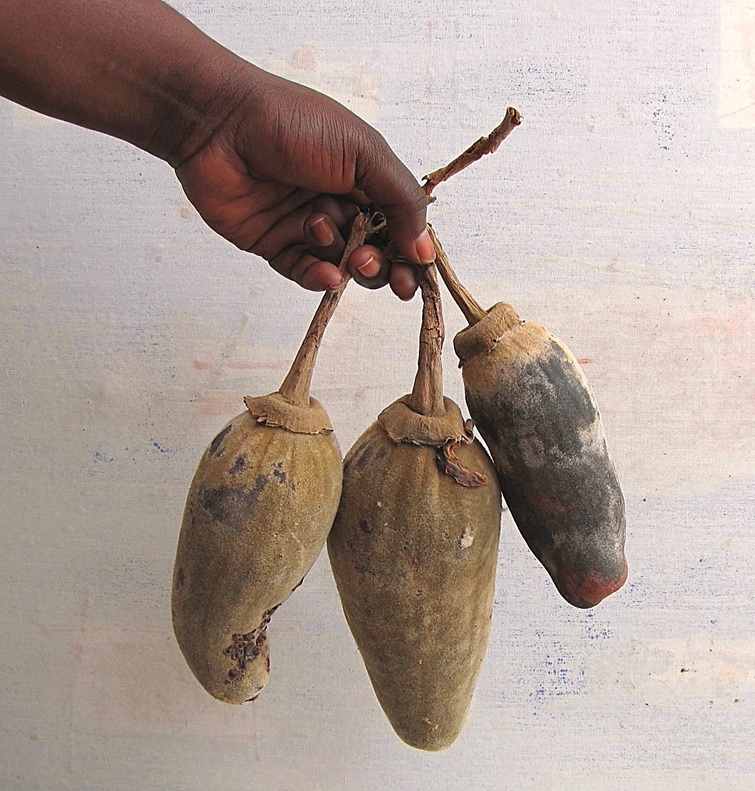
Fruits matures de baobab - Adansonia digitata.

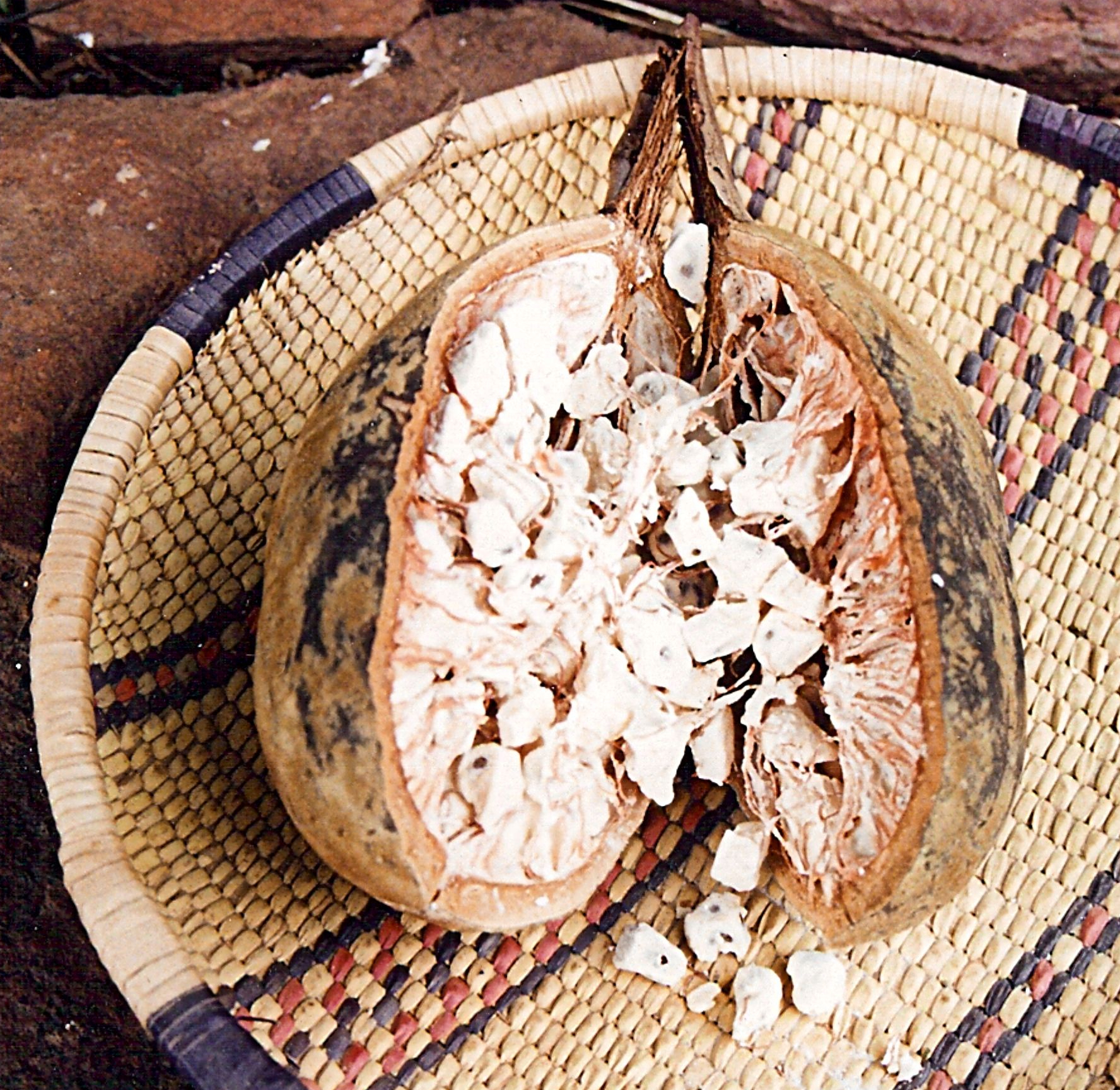
Le « pain de singe » est le surnom du fruit du baobab.

Le baobab pousse généralement de façon assez clairsemée. Il a un tronc ventru et un bois tendre gorgé d'eau (appelé pour cette raison arbre bouteille). Avec son allure caractéristique, il est généralement très massif et peut atteindre 25 m de haut et plus de 20 m de circonférence; son diamètre atteint 5 à 7 m. Il présente au sommet du tronc une couronne de branches irrégulières et dépourvues de feuilles pendant la majeure partie de la saison sèche, ce qui peut représenter une longue période dans les zones où la saison des pluies est courte. C'est une des explications à son appellation « l'arbre à l'envers », car avec ses rameaux nus, il paraît avoir été retourné avec ses racines au sommet.

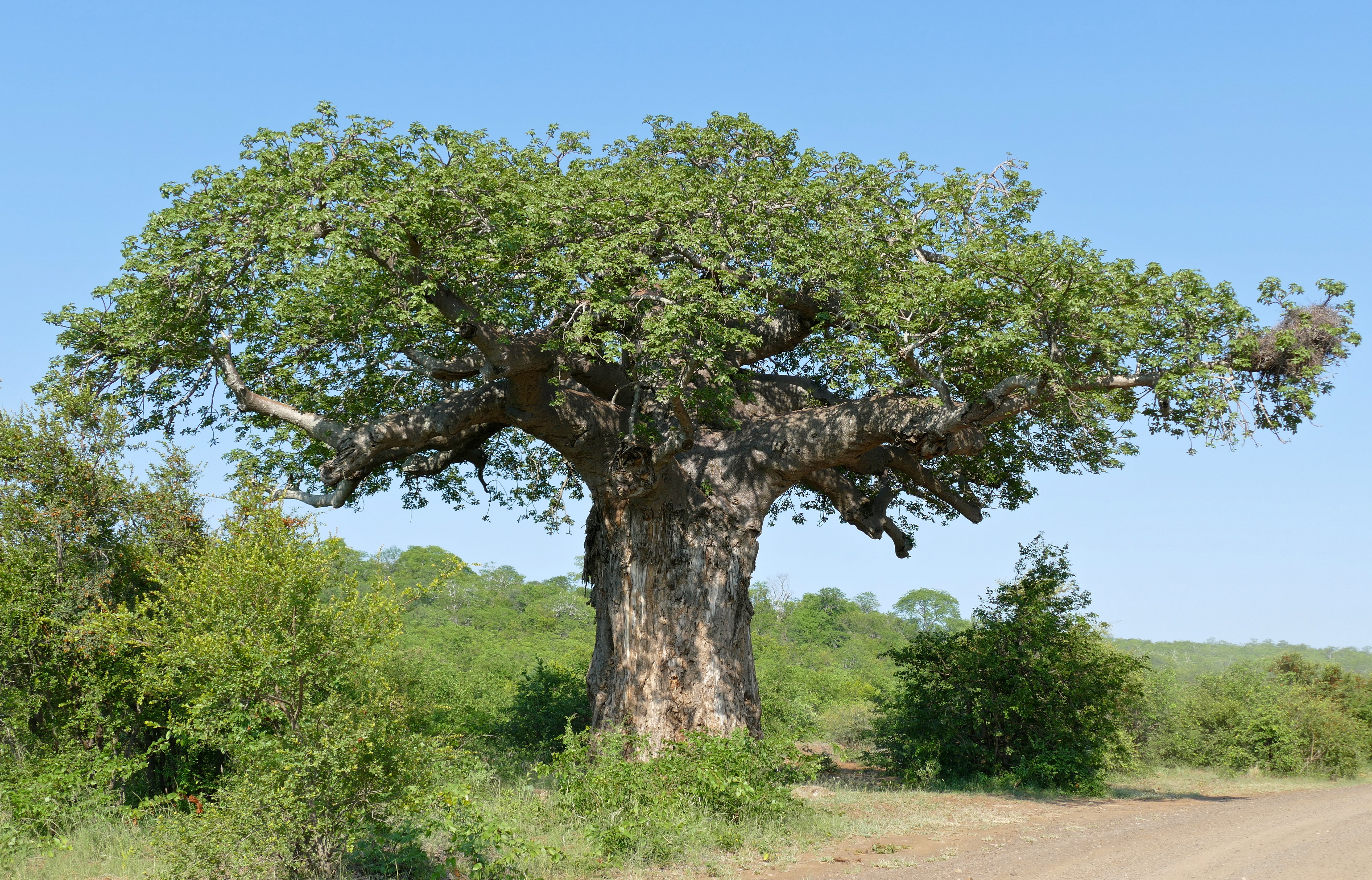
Baobab africain (parc national Kruger, Afrique du Sud).

L'écorce est fibreuse, grise et lisse, ce qui lui confère un aspect presque luisant lorsqu'elle est vue de loin, quelquefois irrégulièrement tuberculée. Elle a une épaisseur comprise entre cinq et dix centimètres. Par conséquent, l'arbre peut se sortir relativement indemne des feux de brousse mineurs. L'arbre est dur à l'extérieur et fibreux à l'intérieur. Les jeunes arbres présentent d'abord une racine pivotante leur permettant de s'ancrer dans le sol, puis en vieillissant, le système racinaire s'étend de façon radiale et superficielle plus loin que la hauteur de l'arbre. Les racines principales des arbres âgés sont relativement peu profondes et se prolongent rarement au-delà de 2 m sous la surface du sol. Les baobabs sont de ce fait très sensibles aux vents forts de type tempête ou orage, qui peuvent occasionnellement les déraciner.
Les feuilles caduques sont simples sur les jeunes arbres et digitées (5, 7 ou 9 folioles) sur les arbres matures. Elles atteignent alors jusqu'à 20 cm de diamètre. Elles apparaissent irrégulièrement en mai, un peu avant la saison des pluies, et tombent en automne. Dans les lieux plus humides comme la Casamance, les baobabs peuvent rester en feuilles presque toute l'année.
Adansonia digitata a un caractère botanique unique dans le genre Adansonia : des fleurs blanches pendantes, au contraire des autres espèces à fleurs érigées. Ces fleurs mesurent environ 15 cm de diamètre et sont suspendues au bout d'un long pédoncule. Elles émettent un parfum aigrelet, soufré, voire putride qui attire en particulier les chauves-souris. La floraison a lieu durant les deux premiers mois de la saison des pluies.
Le fruit du baobab pèse en moyenne 250 g. Il se présente sous une forme oblongue d'environ 100 mm de diamètre et 20 cm, voire 30 cm de long. Il est entouré d'une coque (épicarpe) assez dure, ligneuse et recouverte d'un fin duvet urticant jaune-vert virant au beige à maturité. Ce fruit contient en moyenne 300 graines enrobées d'une pulpe (endocarpe) sèche blanche amylacée comestible appelée « pain de singe ». Un arbre mature peut donner plus de 200 fruits par an.
Les fruits indéhiscents tombent de l'arbre à maturité sans s'ouvrir immédiatement. La pulpe est le plus souvent consommée par les termites, qui pénètrent dans le fruit et libèrent ainsi des graines noires et dures en forme de haricot. Ces dernières sont dispersées, quand elles ne germent pas in situ, par des singes, rats, éléphants, oiseaux ou enfin par l'homme, qui est également un gros consommateur des fruits.
Pendant la saison des pluies, qui dure entre six semaines et cinq mois selon les régions, un arbre d'un volume de 200 mètres cubes absorbe dans ses fibres spongieuses jusqu'à 140 000 litres d'eau qu'il stocke pour la saison sèche. Le tronc peut s'épaissir de plusieurs centimètres en raison du stockage de l'eau pendant la saison des pluies.

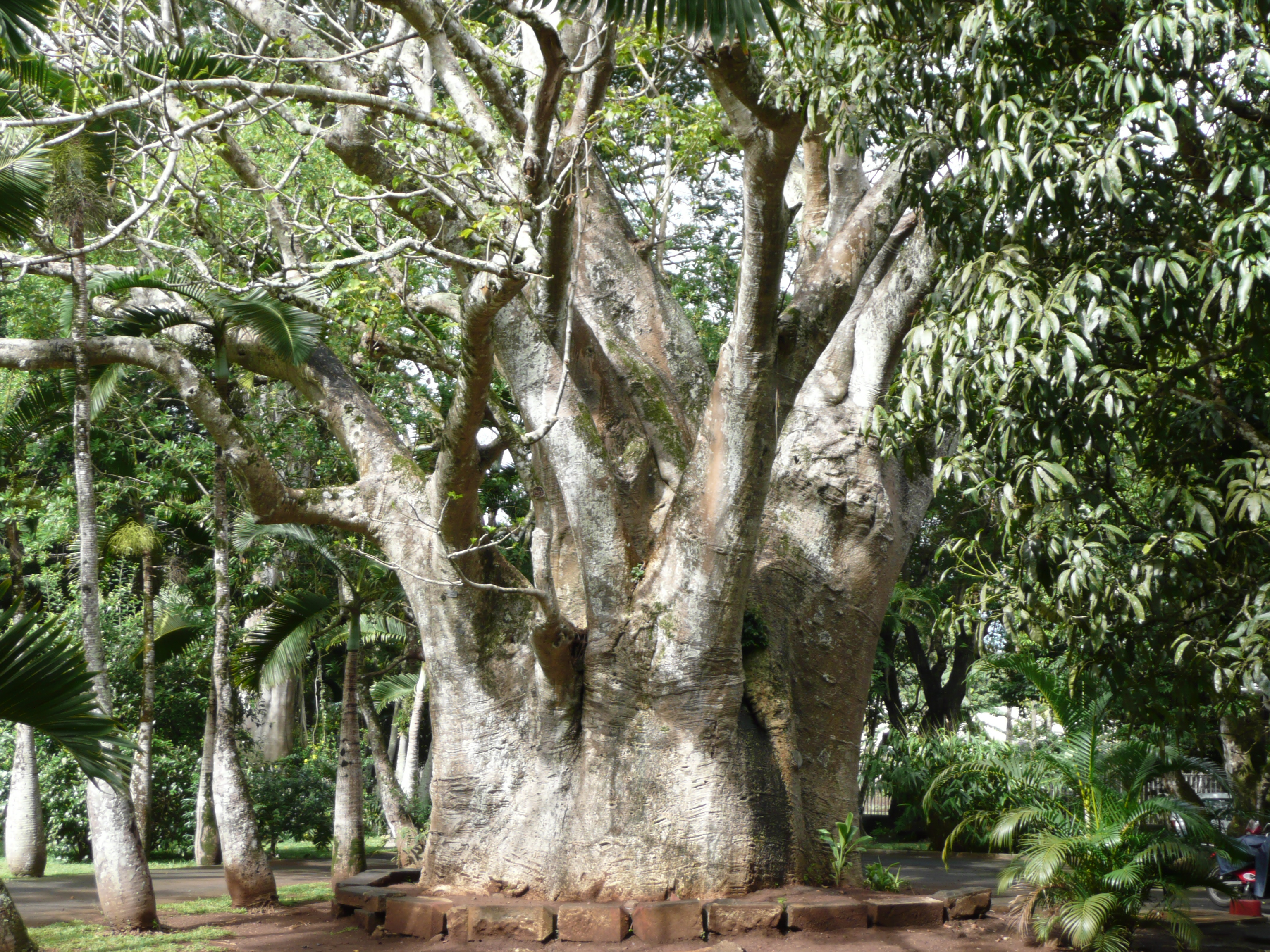
Baobab africain du jardin botanique de Pamplemousses.
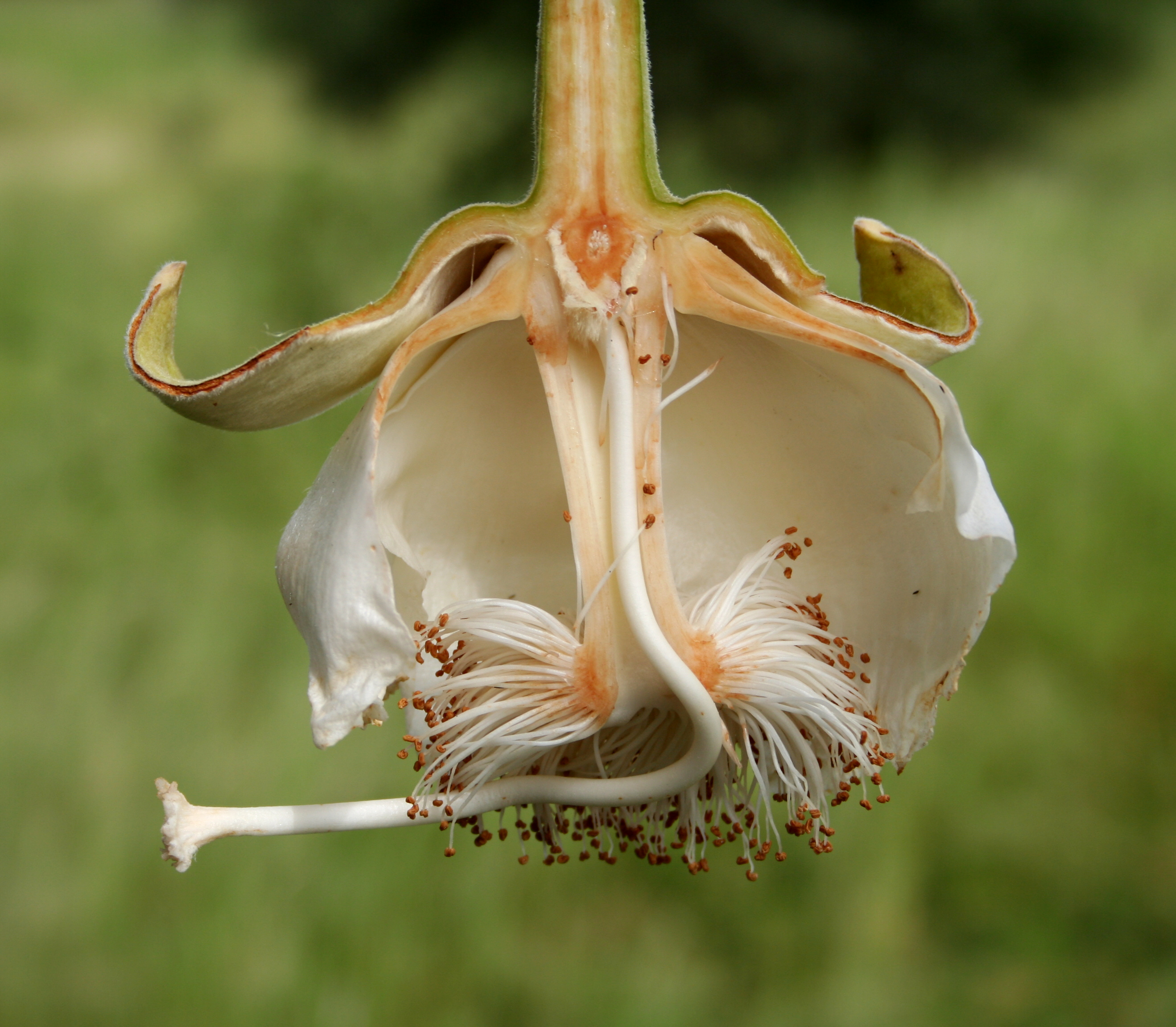
Coupe longitudinale d'une fleur de baobab africain.
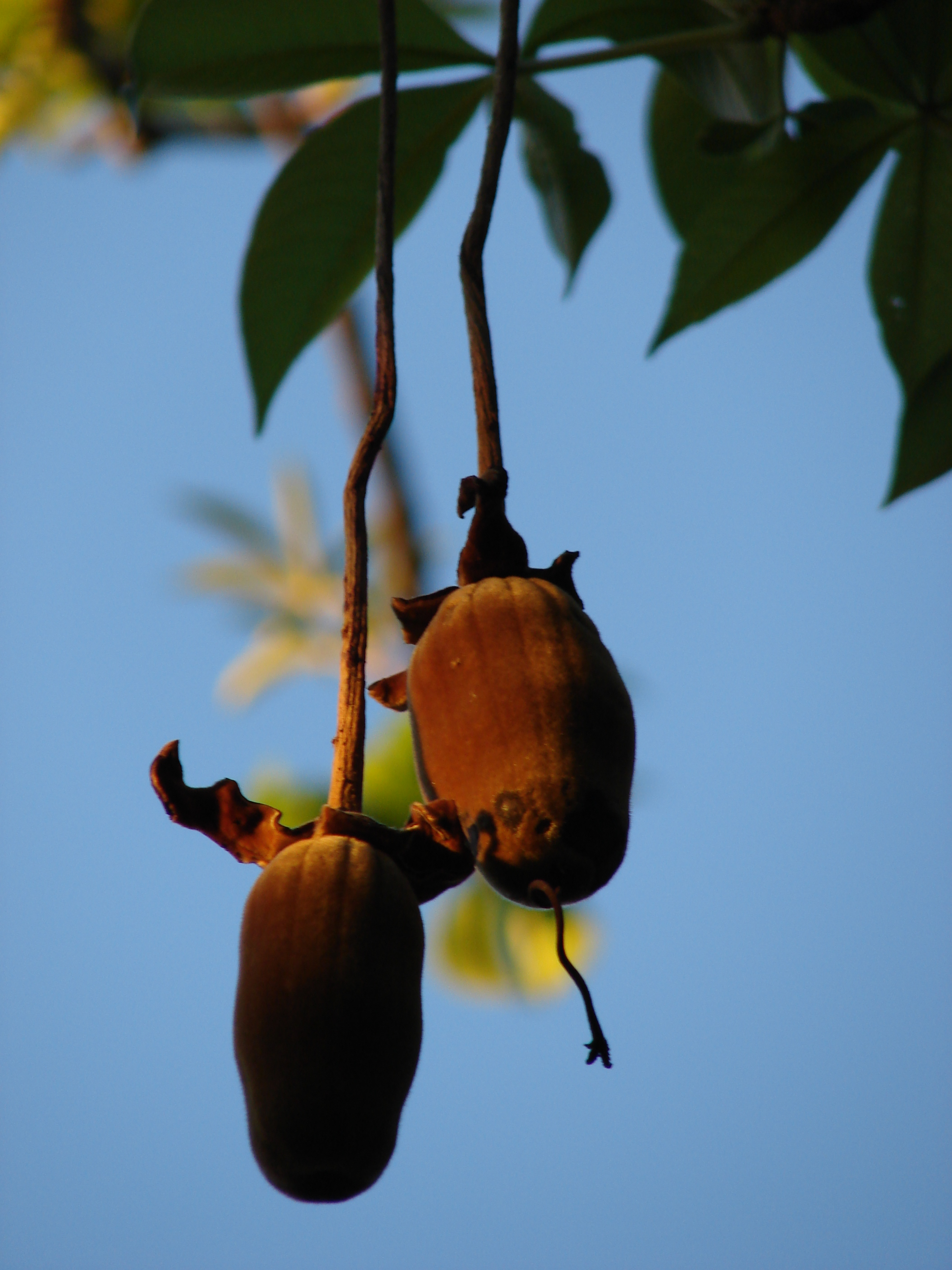
Fruit immature.
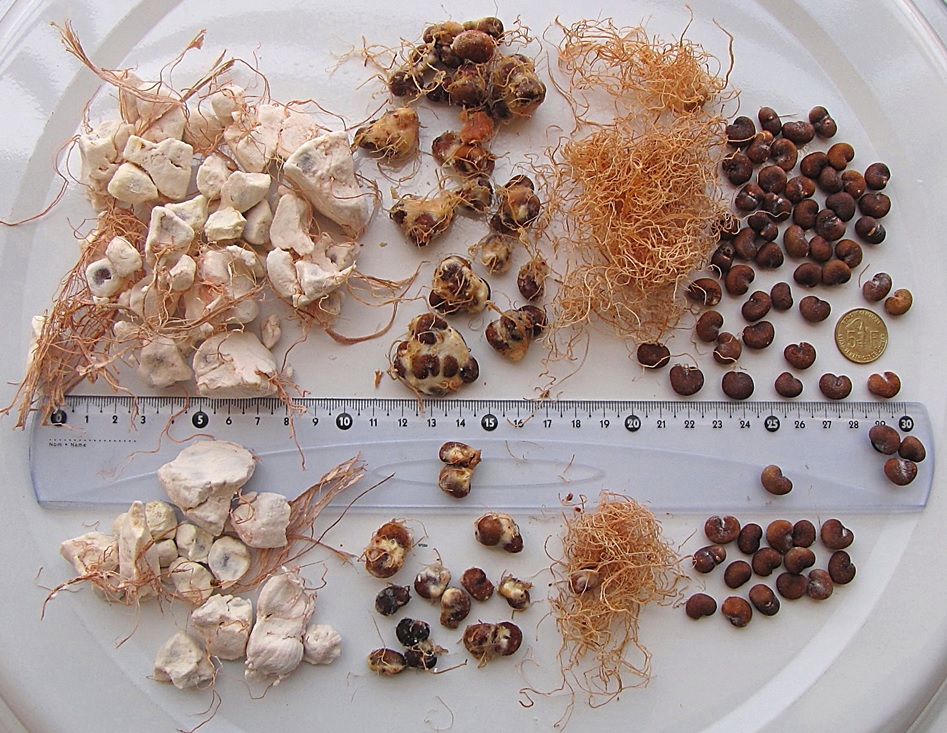
Graines et pulpe.

### Croissance

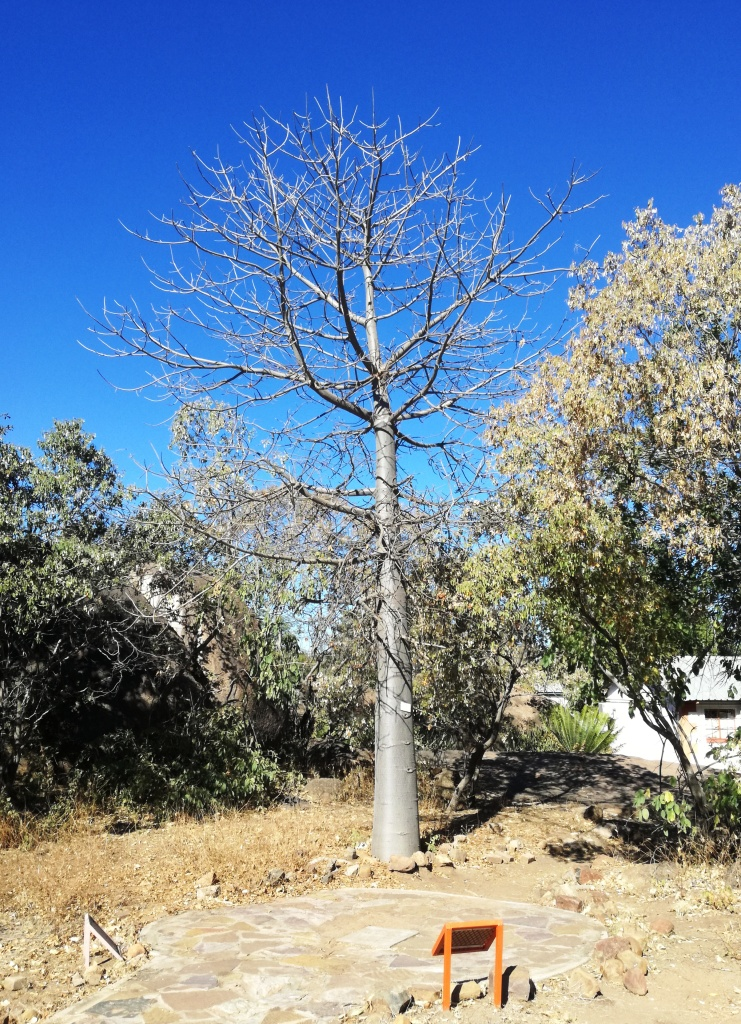
Jeune baobab Adansonia digitata au Botswana Botanical garden.

Chez les baobabs, on distingue quatre phases de développement : jeunes arbres étroits, coniques, en forme de bouteille et vieux.
Les jeunes arbres (âgés de 10 à 15 ans) atteignent initialement une hauteur de 4 à 6 mètres sans augmentation d'épaisseur prononcée, et les branches font saillie sous un angle aigu. Aux endroits appropriés, ils grandissent initialement d’entre 80 et 100 centimètres par an.
Ensuite, le tronc gonfle en forme de cône (jusqu'à 60 à 70 ans), atteint une hauteur de 5 à 15 mètres et un diamètre pouvant aller jusqu’à 7 mètres. À l'âge de 30 à 40 ans, les branches commencent à se développer perpendiculairement au tronc et leur croissance en longueur augmente considérablement à partir de ce moment.
Après cela, l'arbre a une hauteur de 10 à 20 mètres, l'épaisseur du tronc n'augmente que lentement et se développe en forme de bouteille (200-300 ans). Un arbre peut avoir atteint un diamètre de tronc de quatre à cinq mètres à l'âge de cent ans.
Enfin, l'arbre développe une cime étalée et ne pousse que très lentement dans la largeur.

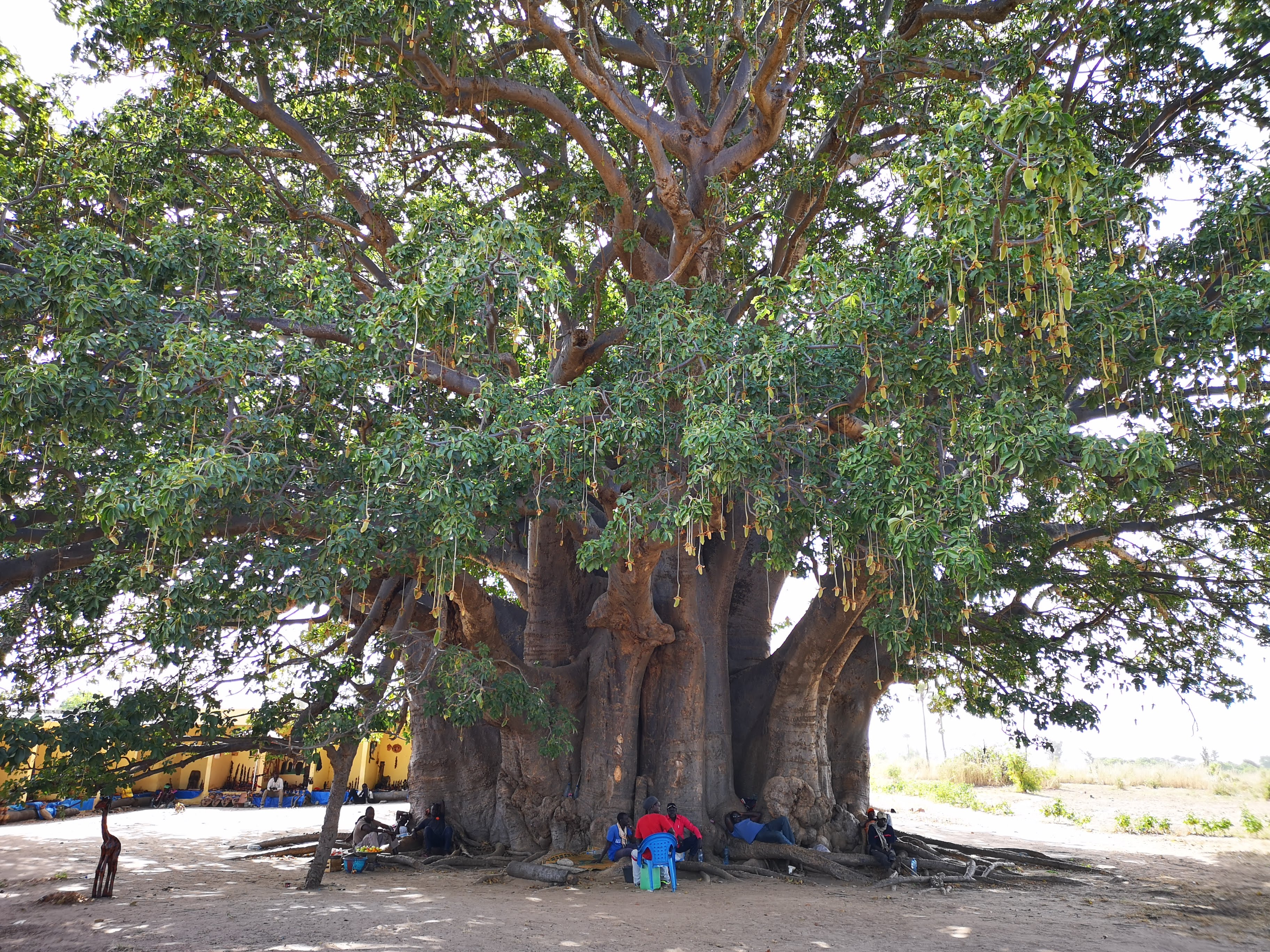
Le baobab sacré de Fadial au Sénégal aurait 850 ans (en 2018). Il est composé d'une dizaine de troncs et a une circonférence de 32 mètres. Il est présenté aux touristes comme le plus vieux baobab d'Afrique de l'Ouest.

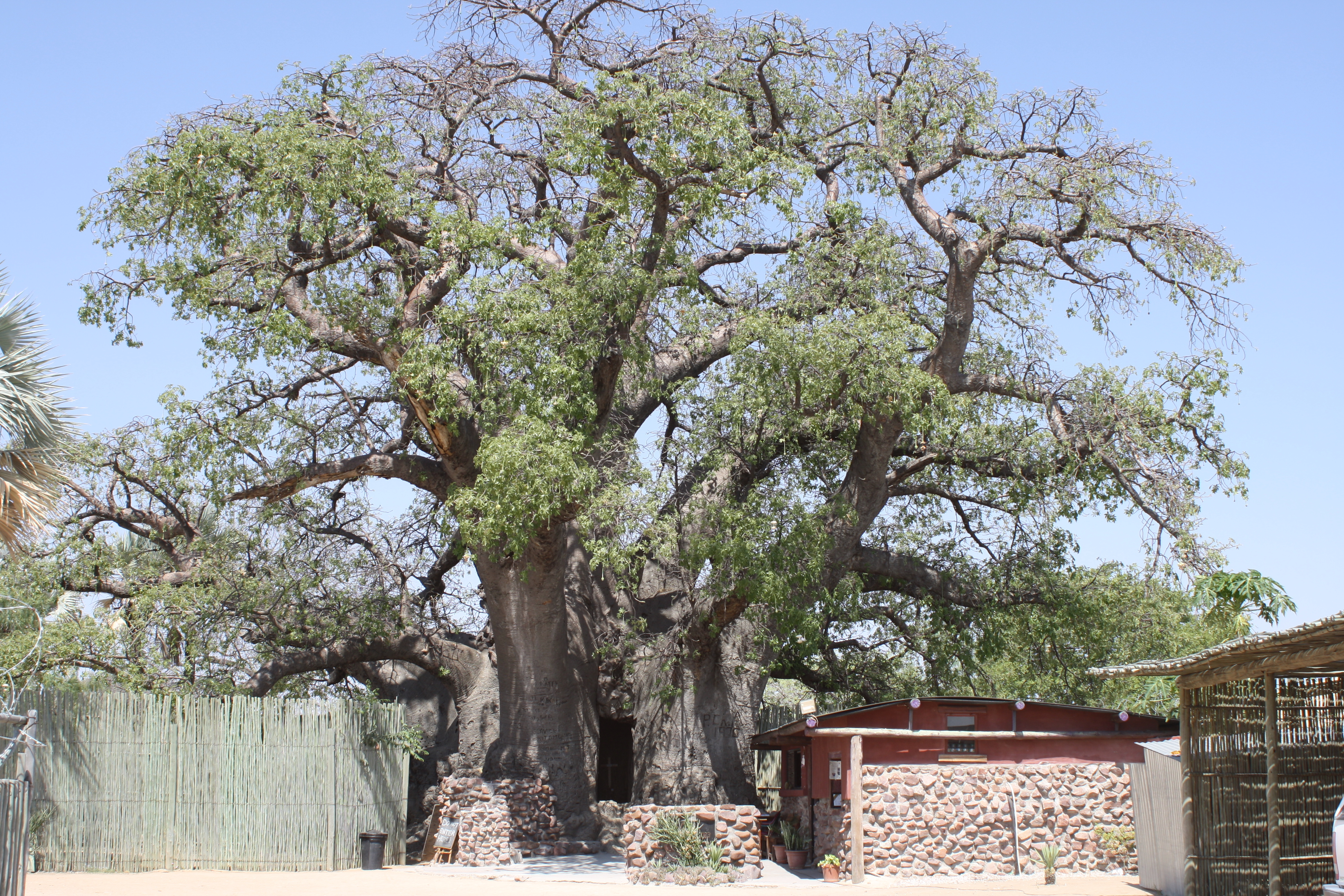
Baobab Ombalantu à Outapi au nord de la Namibie, haut de 28 mètres, d'une circonférence de 26,5 mètres ; son âge est estimé à 800 ans.

Le baobab africain est une espèce unique par la manière tout à fait singulière dont son tronc évolue au cours de la croissance : ce dernier résulte en effet de la fusion de plusieurs troncs organisés en cercle et laissant en leur centre une « fausse cavité », unique aux baobabs. Mais quand un trop grand nombre de tiges meurent, l'arbre finit par s'écrouler.

### Reproduction
Le baobab est un arbre à croissance plus ou moins lente selon son lieu de culture. Il commence à produire des fruits vers 8 à 10 ans en Afrique de l'Ouest où la pluviométrie est suffisante et entre 15 et 25 ans en Afrique du Sud et de l'Est mais dans les zones très sèches d'Afrique du Sud, certains baobabs n'ont commencé à fleurir qu'à l'âge de 200 ans.
L'âge de première floraison peut toutefois être réduit à 5 ans par greffage. Le greffage permet également de sélectionner des greffons issus d'arbres produisant régulièrement et en bonne quantité des fruits de première qualité (gros fruits sucrés riches en vitamines). Les meilleurs résultats de greffage sont obtenus par greffe en fente (au début de la saison de croissance) de scions prélevés depuis moins de 2 jours (sur des rameaux ayant déjà fructifiés) et greffés sur des porte-greffes de 2 ans issus de semis. Pour optimiser la compatibilité génétique, mieux vaut, si possible, utiliser comme porte-greffes des semis de l'arbre dont on utilise les greffons.
Les fleurs éclosent à la tombée de la nuit et fanent au petit matin. En s'ouvrant, calice et corolle libèrent quelque deux mille étamines[réf. nécessaire], regroupées en un dense plumeau au centre duquel saille le style recourbé du pistil (voir photos). Elles émettent aussitôt un parfum puissant qui attire les chauves-souris. Ce sont pour l'essentiel des mâles de roussettes des espèces suivantes : la roussette paillée africaine (Eidolon helvum), la roussette d'Égypte (Roussettus aegyptiacus) et l'épomophore de Wahlberg (Epomophorus wahlbergi)[réf. nécessaire] qui profitent deux mois durant de l'abondant nectar produit par les fleurs de baobabs. Elles assurent ainsi une pollinisation croisée efficace.
À l'état naturel, l'épais tégument des graines nécessite trois à cinq ans pour se décomposer et permettre la germination de la graine mais on peut réduire ce délai à quelques jours en scarifiant ce tégument puis en plongeant la graine dans de l'eau.

### Longévité

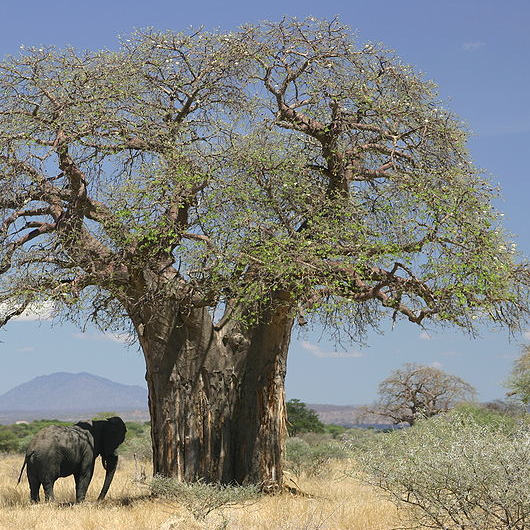
En période de sécheresse, les éléphants peuvent s'attaquer à un baobab pour boire l'eau qu'il contient.

Cet arbre à croissance lente est exceptionnellement longévif, on peut rencontrer des spécimens âgés de plus de 2 000 ans. Les baobabs produisent des cernes de croissance mais elles s'estompent très vite en raison de la présence d'eau dans son tronc qui provoque une dégradation très rapide, il est donc difficile de déterminer leur âge par des méthodes de dendrochronologie.
Certains baobabs sont victimes d'éléphants qui percent leur écorce pour mâcher les fibres internes et absorber l'eau qu'elle contiennent. Cela crée de grandes cavités dans les arbres, ce qui peut provoquer leur effondrement.
L'émondage intensif des baobabs afin de donner les feuilles en fourrage au bétail pose un problème majeur pour la régénération naturelle des baobabs dans certaines régions de l'Afrique de l'Ouest. En effet, les éleveurs coupent souvent la quasi-totalité du feuillage et affaiblissent alors les arbres qui ne sont plus en mesure de fructifier.
Neuf des treize baobabs les plus anciens d'Afrique, âgés de 1.100 à 2.500 ans, sont morts au cours de la dernière décennie, vraisemblablement victimes du changement climatique.
Le baobab le plus vieux de France est situé sur l'île de Mayotte, et âgé de plus de 400 ans.

## Distribution

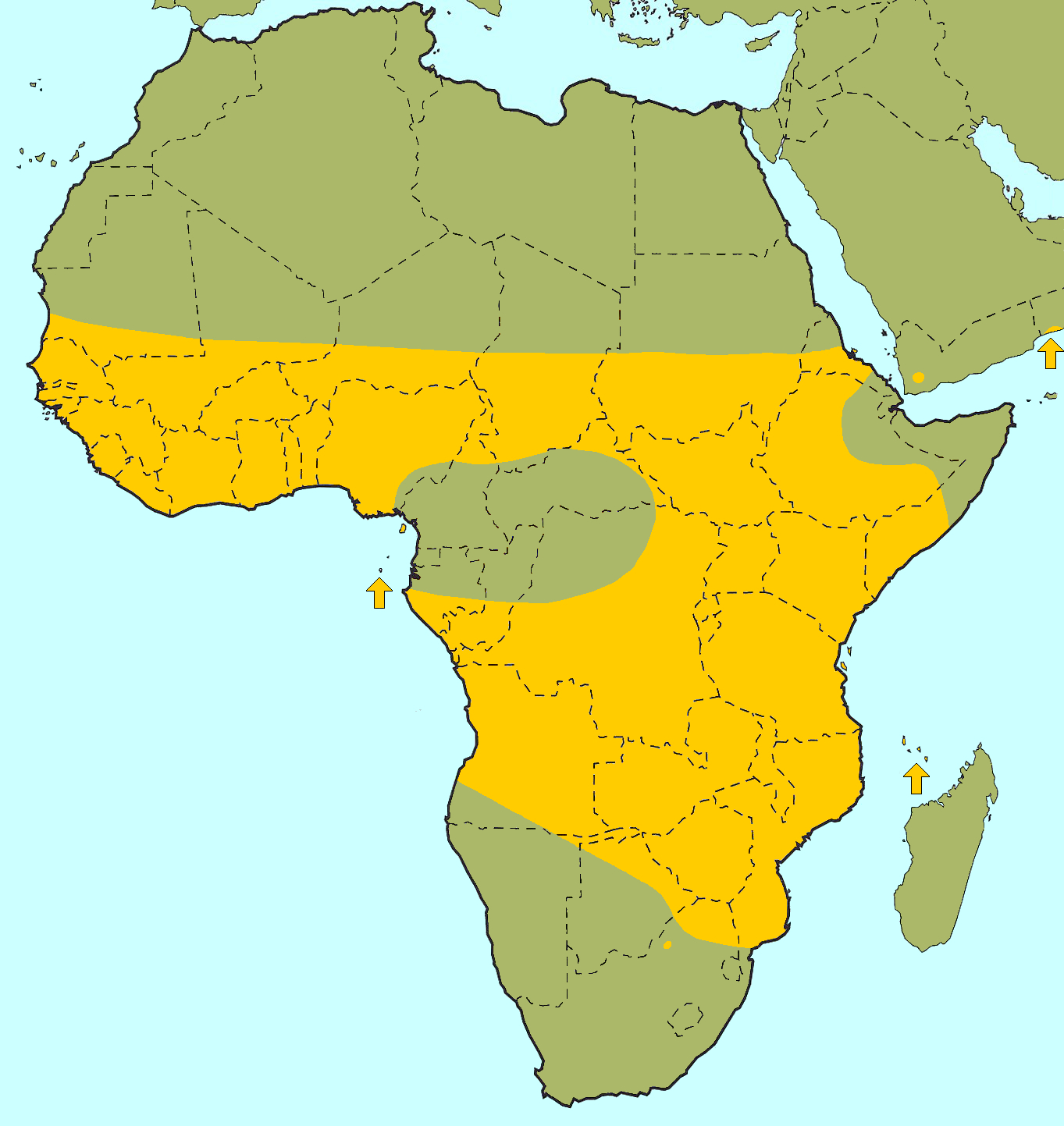
Aire de distribution.

C'est un arbre africain typique de la savane arborée sèche, où on le rencontre en compagnie d'acacias, tamariniers et albizias.
Son aire de distribution est très vaste et va du Sahel à l'Afrique du Sud, où sa sensibilité au gel limite son expansion. Il est absent des forêts ombrophiles d'Afrique centrale.
Les baobabs sont une source de nourriture, d'eau et d'habitat pour un grand nombre d'animaux. Oiseaux, lézards, singes et même des éléphants peuvent s'hydrater en consommant leur écorce quand l'eau vient à manquer.

## Utilisations
Cette essence et ses fruits font l'objet de nombreux usages traditionnels ou rénovés,.
La présence d'un grand baobab est le signe qu'à cet emplacement, la nappe phréatique est peu profonde et qu'un puits peut être creusé à proximité. Historiquement, les villages se sont souvent créés autour des grands baobabs.

### Alimentation

#### Fruits
La pulpe sèche que contiennent les fruits du baobab est comestible. Son goût acidulé plaît aussi bien aux humains qu'aux singes (d'où son appellation de « pain de singe »).
Cette pulpe est très riche en vitamines B1 et C, et contient deux fois plus de calcium que le lait.
La pulpe des fruits frais ou séchés mêlée à de l'eau fournit une boisson rafraîchissante appelée « bouye » ou « jus de bouye ».Elle est préparée en mettant le fruit du baobab dans de l'eau pendant quelques heures. Le « jus » obtenu est ensuite mélangé avec un peu de lait et du sucre. Fermentée, cette pulpe permet de fabriquer de la bière.

#### Graines
Du côté de Kayes (au Mali), les enfants emploient parfois les graines comme bonbons en raison de la saveur acidulée de la pulpe. En Tanzanie, on consomme également ces graines sous forme de friandises (appelées « mbuyu »), entourées de sucre teinté de rouge.[réf. nécessaire]
Les graines du baobab se consomment aussi grillées. Elles sont très nourrissantes.
On s'en sert également pour remplacer le café ou pour en extraire une huile alimentaire.
Depuis juillet 2008, le fruit est autorisé à la vente par la Communauté européenne (cette autorisation est obligatoire depuis 1997 pour tout produit alimentaire non déjà couramment consommé en Europe).

#### Racines, turions
Les jeunes plants de baobab possèdent une racine pivotante qui peut être consommée comme une carotte ou une asperge.

#### Feuilles

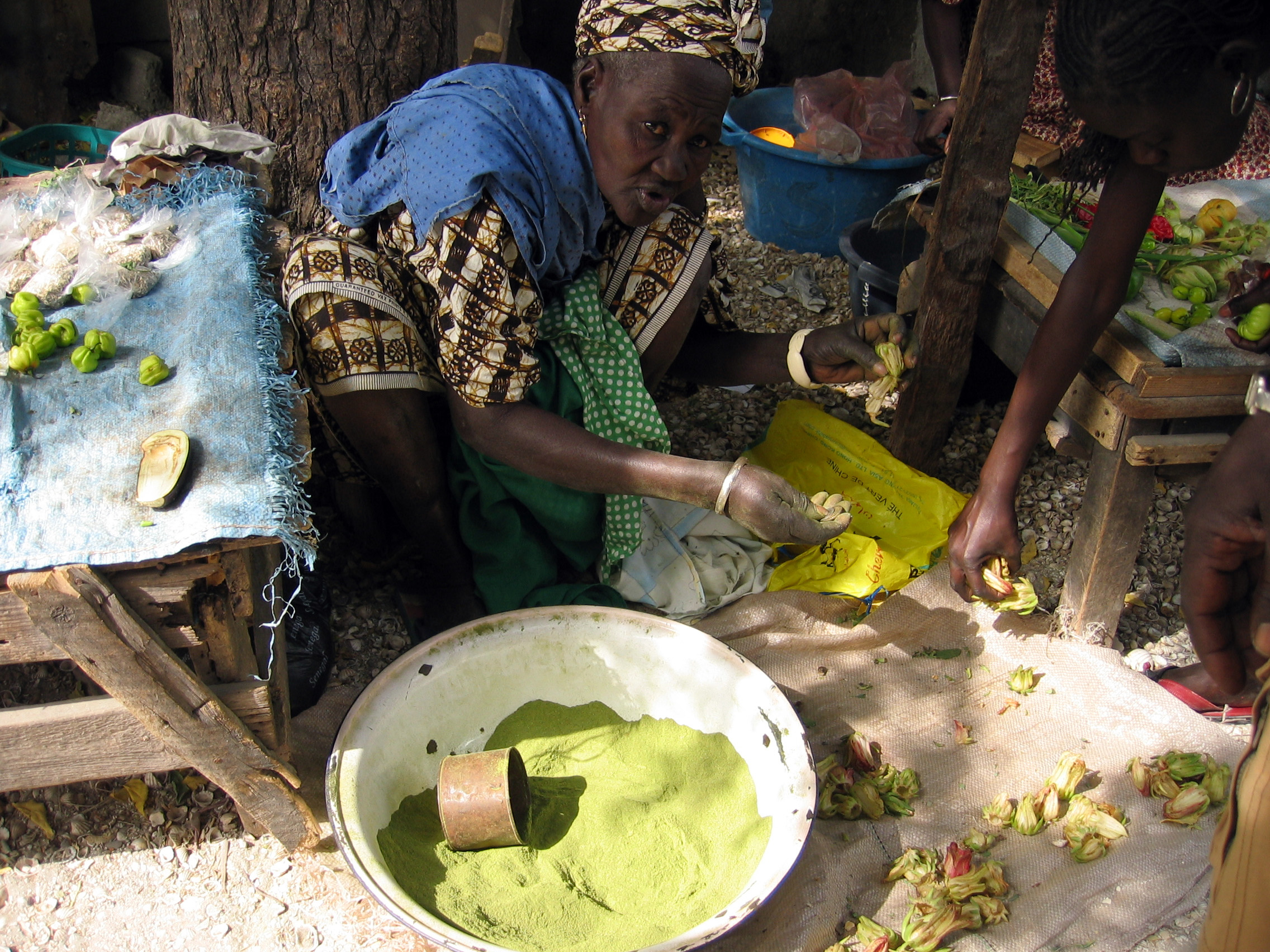
Vente de lalo à Joal-Fadiouth.

La feuille de baobab riche en protéines et minéraux (calcium, fer, potassium, magnésium, manganèse, phosphore et zinc) se consomme en bouillie.
Au Sénégal, le lalo est une poudre de feuilles de baobab séchées que l'on incorpore aux céréales ou aux sauces, notamment lors de la préparation du couscous de mil.

### Médecine traditionnelle
Le baobab est aussi appelé « arbre de vie » ou « arbre pharmacien » tant ses propriétés médicinales sont nombreuses.

#### Fruit
La décoction de la pulpe sèche du fruit (« jus de bouye ») est utilisée comme antidiarrhéique pour ses propriétés astringentes  en Afrique de l'Ouest et australe). Elle est également utilisée comme fébrifuge dans l'hémoptysie, contre le paludisme, et également en porridge contre l'agalactie.

#### Feuille
La feuille est utilisée en décoction dans des tisanes médicinales et contre le paludisme.

#### Écorce
L'écorce est utilisée comme fébrifuge.

### Divers

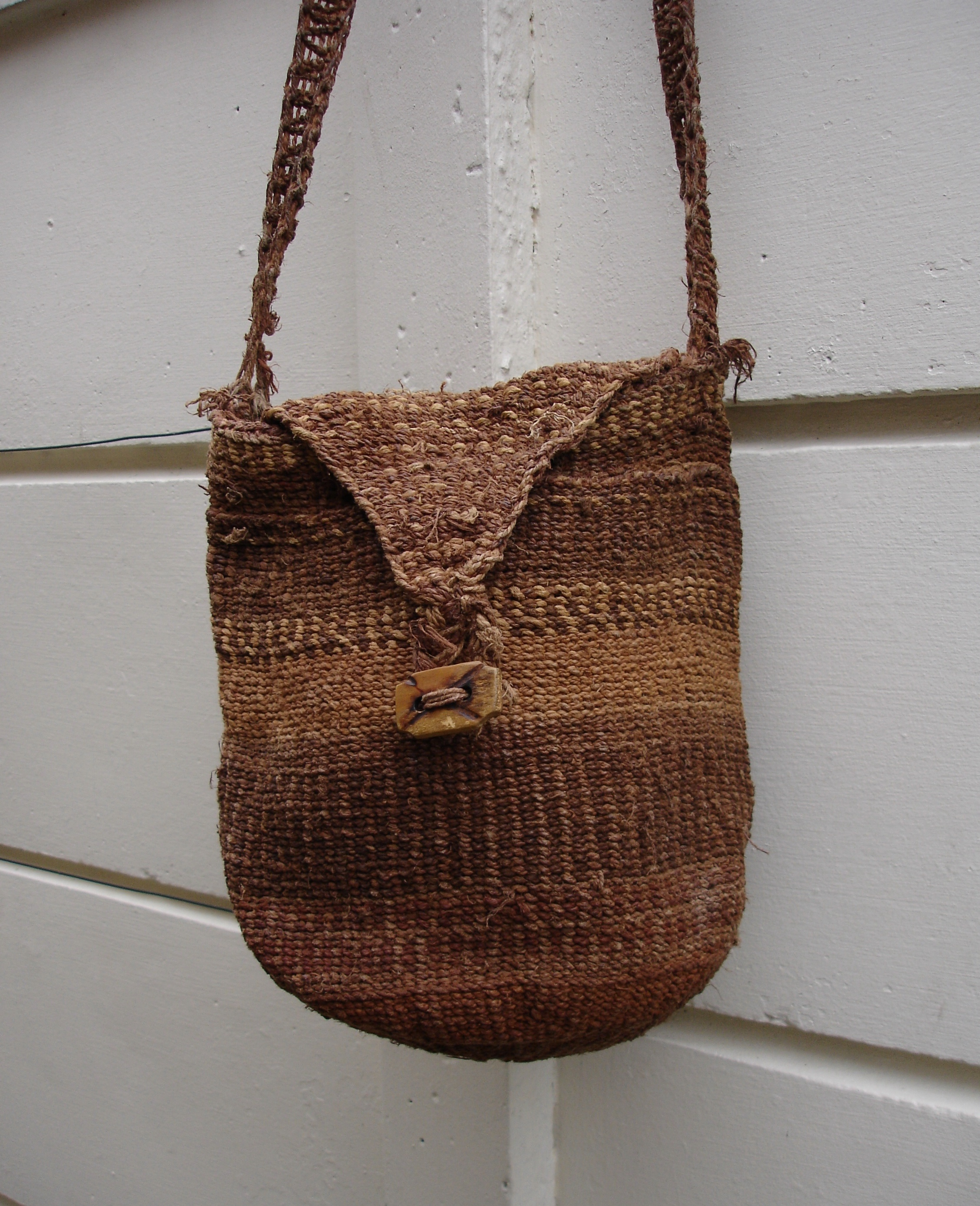
Sac en fibres d'écorce de baobab africain.

- Au Mali, au Pays dogon, le fruit séché du baobab est transformé en maracas après l'avoir percé de petits trous et décoré au fer rouge.
- Les cendres de la coque du fruit sont utilisées pour la fabrication de savon.
- Les fibres de l'écorce servent à confectionner des sacs, paniers, cordes et cordages.
- La sève entre dans la fabrication du papier[19].
- La feuille sert de fourrage pour le bétail durant la saison sèche, et le tourteau résultant de l'extraction d'huile peut être utilisé en alimentation animale[20].
- Les graines, qui contiennent de l'adansonine, un alcaloïde antidote naturel de la strophanthine servent parfois à décontaminer les viandes de brousse.
- Le pollen des fleurs de baobab mélangé à de l'eau permet de préparer une glue puissante. Il est également possible de préparer de la colle avec la sève du baobab.
- Les populations de certaines régions sèches (Kordofan et Darfour au Soudan ou les Mahafaly de Madagascar[21]), ont transformé certains baobabs en véritable puits ou citerne sans pour autant qu'ils ne dépérissent.

### Bois
- Le bois, trop mou et gorgé d'eau, est rarement utilisé, mais il sert parfois à fabriquer des canoës[2].
- Le bois de baobab se raye par exemple avec l'ongle, ce qui le rend inutilisable pour la fabrication de mobilier.

## Le baobab dans la tradition africaine
Le baobab a une valeur symbolique variable selon les différentes ethnies africaines :
Au Sénégal, le baobab est très présent dans la culture populaire. Un proverbe wolof dit : « Ragal dou diam gouye » (« Le peureux n'entaille pas le baobab »), parce que des esprits peuvent être dérangés et parce qu'il n'arrivera pas à ses fins. La langue wolof est remplie de proverbes qui font référence au baobab. Sur le respect dû aux parents, on dit : « Lou gouye, réy réy gif a di ndeyam » (« Si grand que soit le baobab, une simple graine est sa mère. »).
Chez les Sérères animistes, le baobab servait de cimetière aux griots, dépositaires de la tradition orale qui occupe en pays sérère, comme dans une bonne partie de l'Afrique noire, le bas de l'échelle sociale. Méprisés et redoutés, les griots, mais aussi leurs femmes et enfants, n'étaient pas enterrés en pleine terre. On disait à l'époque que là où on enterre un griot, la terre devient infertile. C'est la raison pour laquelle on les momifiait à l'intérieur du baobab. On les embaumait et on les séchait à l'intérieur. On les mettait debout, accrochés de façon que leur corps ne touche pas la terre pour ne pas la rendre impure. Cette pratique discriminatoire a été interdite en 1962 par le président Léopold Sédar Senghor.
Au Burkina Faso, dans la région de Dakoro, on retrouve ce même mode de sépulture, exclusivement réservé aux lépreux et pratiqué par tous les Dogon de la plaine.
Chez les Fon, dans le Sud du Bénin, tous les baobabs servent d'abris aux mauvais esprits et par conséquent font le plus souvent l'objet d'une méfiance.
Le baobab est également au centre de nombreuses légendes, notamment celle selon laquelle Dieu lui-même, fâché pour quelque raison, planta le baobab à l'envers.
Le long du Zambèze, certaines tribus estiment que les mauvais esprits causent malheur à quiconque ramasse les douces fleurs blanches de l'arbre. Plus précisément, un lion va les tuer. D'autres pensent que si l'on boit dans de l'eau contenant des graines de baobab, on sera à l'abri des attaques de crocodiles.
En Zambie, un baobab serait hanté par un python fantomatique. Il y a longtemps, le python vivait dans le tronc creux et était vénéré par les autochtones. Un chasseur blanc l'a abattu et cela a eu de mauvaises conséquences. Certaines nuits, les habitants entendent encore le sifflement du serpent.
Dans le parc national de Kafue en Zambie, l'un des plus grands baobabs est connu sous le nom de « Kondanamwali » ou « l'arbre qui mange les jeunes filles ». L'arbre est tombé amoureux de quatre belles jeunes filles. Quand elles ont atteint la puberté, elles ont rendu l'arbre jaloux en trouvant des maris. Alors, une nuit, pendant un orage, l'arbre a ouvert son tronc et a amené les jeunes filles à l'intérieur. Une maison de repos a été construite dans les branches de l'arbre. Les nuits d'orage, on peut encore entendre les pleurs des jeunes filles emprisonnées.
Le long du fleuve Limpopo, on pense que lorsqu'un jeune garçon se baigne dans l'eau utilisée pour tremper l'écorce de baobab, il deviendra un grand homme.
Certaines personnes pensent que les femmes vivant dans les kraals où les baobabs sont nombreux auront plus d'enfants. Ceci est scientifiquement plausible, car ces femmes auront un meilleur accès aux feuilles et aux fruits riches en vitamines de l'arbre pour compléter un régime alimentaire pauvre en vitamines.
L'arbre joue également un rôle dans le roman d'Antoine de Saint-Exupéry, Le Petit Prince. Dans l'histoire, les baobabs sont décrits comme des plantes dangereuses qui doivent être éliminées sous peine de détruire une petite planète.

## Culture
Le baobab pousse en sol sec drainant, calcaire et plutôt alcalin.
Il a besoin d'une exposition en plein soleil pendant toute la période de croissance (mai à octobre) et supporte mal les températures inférieures à 12 °C.
Il se multiplie par semis (idéalement 3 à 5 mois avant le début de la saison des pluies) ou par greffage. Grâce à la réserve d'eau qu'il stocke dans son tronc, il peut être facilement transplanté. Pour la même raison, il a besoin d'un arrosage très limité: hebdomadaire avec un peu d'engrais de mai jusqu'à la chute de feuilles en automne (sans soucoupe sous le pot) et aucun arrosage de novembre à avril (saison sèche au Sénégal), période ou il doit vivre sur ses réserves. Le baobab peut même être conservé, comme le géranium, en racines nues pendant tout l'hiver. Sans période sèche, les racines du baobab pourrissent et l'arbre meurt.
Il peut pousser en pot de préférence profond (30 cm) pour que le caudex et la racine pivotante puissent se développer correctement mais il peut tout de même faire de jolis bonsaïs. Il supporte très bien l'air sec d'un appartement mais peut être sorti au printemps ou en été dès que les températures nocturnes ne descendent plus sous 15 °C et si les pluies ne sont pas trop importantes.
Dans des conditions pédoclimatiques satisfaisantes, la croissance peut être assez rapide si on ne prélève pas ses feuilles : environ 3 cm/an en diamètre et de 1 à 2 m/an en hauteur. Un semis peut fructifier dès la 8e année (durée réduit à 3 ans par le greffage) et donnera à maturité environ 200 kg de fruits/an avec parfois des phénomènes d'alternance. La pulpe représente entre 14 et 28 % de la masse totale du fruit.
Le baobab supporte bien la taille. Une taille courte des branches permet de faire grossir plus rapidement le tronc. En pinçant l'extrémité des jeunes pousses, le baobab se ramifiera plus rapidement.
Les acariens sont le seul souci que peut rencontrer un baobab en appartement. Une simple humidification de la plante permet de les faire disparaître.

## Protection
Le baobab est un arbre protégé en Afrique du Sud. Toutefois, un certain nombre de baobabs s'assèchent au début du troisième millénaire.